# Guillem Durand
Guillem Durand, Guillem V Durand o Durand el Vell, (Puègmiçon, c. 1230 - Roma, 1 de novembre de 1296), també conegut com a Durand, Durandus, Durant, Duranti o Durantis (de la forma llatina Durandi filius, com a vegades signava), fou un canonista i escriptor litúrgic occità. Anomenat l'Especulador, en llatí "Speculator", per la seva obra "Speculum judiciale", com a eclesiàstic arribà a ser bisbe de Mende, al Comtat de Gavaldà (avui dia Losera.

## Biografia
Va estudiar a Lió, amb Enric de Susa. Es doctorà vers el 1255. Va ser canonge de Magalona a partir de 1251.
Aleshores va esdevenir professor de dret a Mòdena. Més endavant anà a Roma, on va ser ordenat capellà apostòlic i auditor general de les causes de palau pel papa Climent IV. Fou administrador, sota Gregori X, del patrimoni de Sant Pere, si bé provocà una revolta a causa del seu rigor, que l'obligà a abandonar Itàlia.
El 24 d'abril de 1285 fou elegit bisbe de Mende. Està enterrat a la basílica de Santa Maria sopra Minerva de Roma.

## Obres
Les seves obres tingueren una extraordinària difusió a l'Edat mitjana, de la que en fou un dels autors més influents:
- Speculum judiciale (Mirall del dret), que li valgué el malnom de l'Especulador;
- Rationale divinorum officiorum (1286),[1] un dels primers llibres que foren impresos (Magúncia, 1459).[2]

Consta que a la biblioteca de l'humanista català Pere Miquel Carbonell hi havia una de les seves obres.